# Droga krajowa B263 (Niemcy)
Droga krajowa B263 (Bundesstraße 263) – niemiecka droga krajowa przebiegająca w całości w granicach kraju związkowego Hesja. Liczy 2,2 km i biegnie w miejscowości Wiesbaden. 